# Distretto di Bouhatem
Il distretto diBouhatem è un distretto della Provincia di Mila, in Algeria.

## Comuni
Il distretto di Bouhatem comprende 2 comuni:
- Bouhatem
- Derradji Bousselah[1]